# MacGregor
MacGregor är en ort i Kanada.   Den ligger i provinsen Manitoba, i den sydöstra delen av landet, 1 800 km väster om huvudstaden Ottawa. MacGregor ligger 293 meter över havet och antalet invånare är 921.
Terrängen runt MacGregor är platt. Runt MacGregor är det mycket glesbefolkat, med 2 invånare per kvadratkilometer.. Det finns inga andra samhällen i närheten. 
Trakten runt MacGregor består till största delen av jordbruksmark.